# Remo Venturi
Remo Venturi (Spoleto, 21 aprile 1927) è un ex pilota motociclistico italiano.

## Carriera
La sua attività sportiva ebbe inizio nel 1946 con gare di velocità su pattini per sfociare nel ciclismo agonistico durante le stagioni 1947, 1948 e 1949.
Il passaggio al motociclismo fu una naturale conseguenza. In quegli anni Remo Venturi gestiva con il fratello Aldo una piccola officina a Spoleto che disponeva di una DKW 125 per il noleggio. La moto veniva noleggiata dal lunedì al venerdì e, durante la notte che precedeva il sabato, veniva dotata di testa, cilindro e carburatore da competizione, pronta al mattino per partecipare alle qualificazione delle gare di 3ª categoria.
Nonostante il grande impegno, la stagione 1950 fu scarsa di risultati, ma l'aggressività del pilota non sfuggì agli occhi esperti di Alfonso Morini che gli concesse un forte sconto per l'acquisto di una delle sue "125" sportive, con la quale Venturi ottenne le sue prime vittorie nel 1951.
Il suo primo successo rilevante è avvenuto nel 1954 quando ha vinto la Milano-Taranto alla guida di una FB Mondial da 175 cm³ di cilindrata, mentre la sua prima presenza registrata negli albi d'oro del Motomondiale risale al GP della Germania Ovest 1955, dove ha terminato al terzo posto la gara della 125 con una MV Agusta. Lo spoletino sarà pilota ufficiale MV sino al 1962, ottenendo i suoi migliori risultati nel biennio 1959-1960: due titoli italiani della 500, due secondi posti nel Mondiale della 500 dietro al compagno di squadra John Surtees ed il gran premio d'Olanda vinto ad Assen nel 1960. Nelle gare di gran fondo consegnò alla MV anche la vittoria nel Motogiro d'Italia del 1957.
Dopo un altro titolo italiano nel 1962, Venturi passò alla Bianchi, con cui ottenne alcuni podi nel Mondiale tra il 1963 e il 1964 e il Campionato Italiano della 500 nel 1964, prima della liquidazione della Casa milanese. Nel biennio successivo correrà con Benelli e Gilera: la sua vittoria nella gara della Temporada Romagnola di Riccione (3 aprile 1966) fu l'ultima per la Gilera 500 quattro cilindri, davanti a Giacomo Agostini.
Nel 1969 fu scelto dalla Moto Guzzi per partecipare alla pattuglia di piloti-collaudatori scelti per il tentativo di record sull'circuito di Monza, con il prototipo "V7", che portò alla conquista di 19 record mondiali di velocità. Durante la prima sessione di prove, Venturi uscì sorprendentemente vivo da una rovinosa caduta, provocata dallo scoppio dello pneumatico posteriore, mentre procedeva ad altissima velocità.

## Risultati nel motomondiale

### Classe 125
| 1955 | Classe | Moto      |   |   |   |   |    |   |    |   |  |  |  |  |  | Punti | Pos. |
| ---- | ------ | --------- | - | - | - | - | -- | - | -- | - |  |  |  |  |  | ----- | ---- |
| 1955 | 125    | MV Agusta | - | - | - | 3 | NE | 2 | NE | 2 |  |  |  |  |  | 16    | 3º   |

| 1957 | Classe | Moto      |   |  |   |   |   |   |  |  |  |  |  |  |  | Punti | Pos. |
| ---- | ------ | --------- | - |  | - | - | - | - |  |  |  |  |  |  |  | ----- | ---- |
| 1957 | 125    | MV Agusta | - |  | - | - | 3 | 5 |  |  |  |  |  |  |  | 6     | 7º   |

| Legenda | 1º posto        | 2º posto            | 3º posto            | A punti      | Senza punti        | Grassetto – Pole position Corsivo – Giro più veloce |
| Legenda | Gara non valida | Non qual./Non part. | Ritirato/Non class. | Squalificato | '-' Dato non disp. | Grassetto – Pole position Corsivo – Giro più veloce |

### Classe 250
| 1957 | Classe | Moto      |   |  |   |   |   |   |  |  |  |  |  |  |  | Punti | Pos. |
| ---- | ------ | --------- | - |  | - | - | - | - |  |  |  |  |  |  |  | ----- | ---- |
| 1957 | 250    | MV Agusta | - |  | - | - | - | 2 |  |  |  |  |  |  |  | 6     | 10º  |

| 1965 | Classe | Moto    |   |   |   |   |   |   |   |   |   |   |   |   |   | Punti | Pos. |
| ---- | ------ | ------- | - | - | - | - | - | - | - | - | - | - | - | - | - | ----- | ---- |
| 1965 | 250    | Benelli | - | - | - | - | - | - | - | - | - | - | - | 3 | - | 4     | 16º  |

| Legenda | 1º posto        | 2º posto            | 3º posto            | A punti      | Senza punti        | Grassetto – Pole position Corsivo – Giro più veloce |
| Legenda | Gara non valida | Non qual./Non part. | Ritirato/Non class. | Squalificato | '-' Dato non disp. | Grassetto – Pole position Corsivo – Giro più veloce |

### Classe 350
| 1959 | Classe | Moto      |   |  |   |    |    |   |   |   |  |  |  |  |  | Punti | Pos. |
| ---- | ------ | --------- | - |  | - | -- | -- | - | - | - |  |  |  |  |  | ----- | ---- |
| 1959 | 350    | MV Agusta | - |  | - | NE | NE | - | - | 2 |  |  |  |  |  | 6     | 6º   |

| 1963 | Classe | Moto    |    |   |    |   |   |    |   |   |   |    |    |    |  | Punti | Pos. |
| ---- | ------ | ------- | -- | - | -- | - | - | -- | - | - | - | -- | -- | -- |  | ----- | ---- |
| 1963 | 350    | Bianchi | NE | 2 | NE | - | - | NE | - | - | - | SQ | NE | NE |  | 6     | 6º   |

| 1964 | Classe | Moto    |    |    |    |   |   |    |   |   |   |   |   |   |  | Punti | Pos. |
| ---- | ------ | ------- | -- | -- | -- | - | - | -- | - | - | - | - | - | - |  | ----- | ---- |
| 1964 | 350    | Bianchi | NE | NE | NE | - | 3 | NE | - | - | - | - | - | - |  | 4     | 8º   |

| Legenda | 1º posto        | 2º posto            | 3º posto            | A punti      | Senza punti        | Grassetto – Pole position Corsivo – Giro più veloce |
| Legenda | Gara non valida | Non qual./Non part. | Ritirato/Non class. | Squalificato | '-' Dato non disp. | Grassetto – Pole position Corsivo – Giro più veloce |

### Classe 500
| 1958 | Classe | Moto      |  |  |  |  |  |  |   |  |  |  |  |  |  | Punti | Pos. |
| ---- | ------ | --------- |  |  |  |  |  |  | - |  |  |  |  |  |  | ----- | ---- |
| 1958 | 500    | MV Agusta |  |  |  |  |  |  | 2 |  |  |  |  |  |  | 6     | 9º   |

| 1959 | Classe | Moto      |   |  |   |   |   |    |  |   |  |  |  |  |  | Punti | Pos. |
| ---- | ------ | --------- | - |  | - | - | - | -- |  | - |  |  |  |  |  | ----- | ---- |
| 1959 | 500    | MV Agusta | 2 |  | 2 | 3 | 5 | NE |  | 2 |  |  |  |  |  | 22    | 2º   |

| 1960 | Classe | Moto      |   |  |   |   |   |  |     |  |  |  |  |  |  | Punti | Pos. |
| ---- | ------ | --------- | - |  | - | - | - |  | --- |  |  |  |  |  |  | ----- | ---- |
| 1960 | 500    | MV Agusta | 2 |  | 1 | 2 | 2 |  | Rit |  |  |  |  |  |  | 26    | 2º   |

| 1962 | Classe | Moto      |    |    |  |  |  |    |  |  |   |  |  |  |  | Punti | Pos. |
| ---- | ------ | --------- | -- | -- |  |  |  | -- |  |  | - |  |  |  |  | ----- | ---- |
| 1962 | 500    | MV Agusta | NE | NE |  |  |  | NE |  |  | 2 |  |  |  |  | 6     | 10º  |

| 1963 | Classe | Moto    |    |    |    |  |  |  |  |  |  |     |  |    |  | Punti | Pos. |
| ---- | ------ | ------- | -- | -- | -- |  |  |  |  |  |  | --- |  | -- |  | ----- | ---- |
| 1963 | 500    | Bianchi | NE | NE | NE |  |  |  |  |  |  | Rit |  | NE |  | 0     |      |

| 1964 | Classe | Moto    |  |    |    |  |   |  |  |  |  |  |    |    |  | Punti | Pos. |
| ---- | ------ | ------- |  | -- | -- |  | - |  |  |  |  |  | -- | -- |  | ----- | ---- |
| 1964 | 500    | Bianchi |  | NE | NE |  | 2 |  |  |  |  |  | 10 | NE |  | 6     | 8º   |

| Legenda | 1º posto        | 2º posto            | 3º posto            | A punti      | Senza punti        | Grassetto – Pole position Corsivo – Giro più veloce |
| Legenda | Gara non valida | Non qual./Non part. | Ritirato/Non class. | Squalificato | '-' Dato non disp. | Grassetto – Pole position Corsivo – Giro più veloce |